# Rognholmen

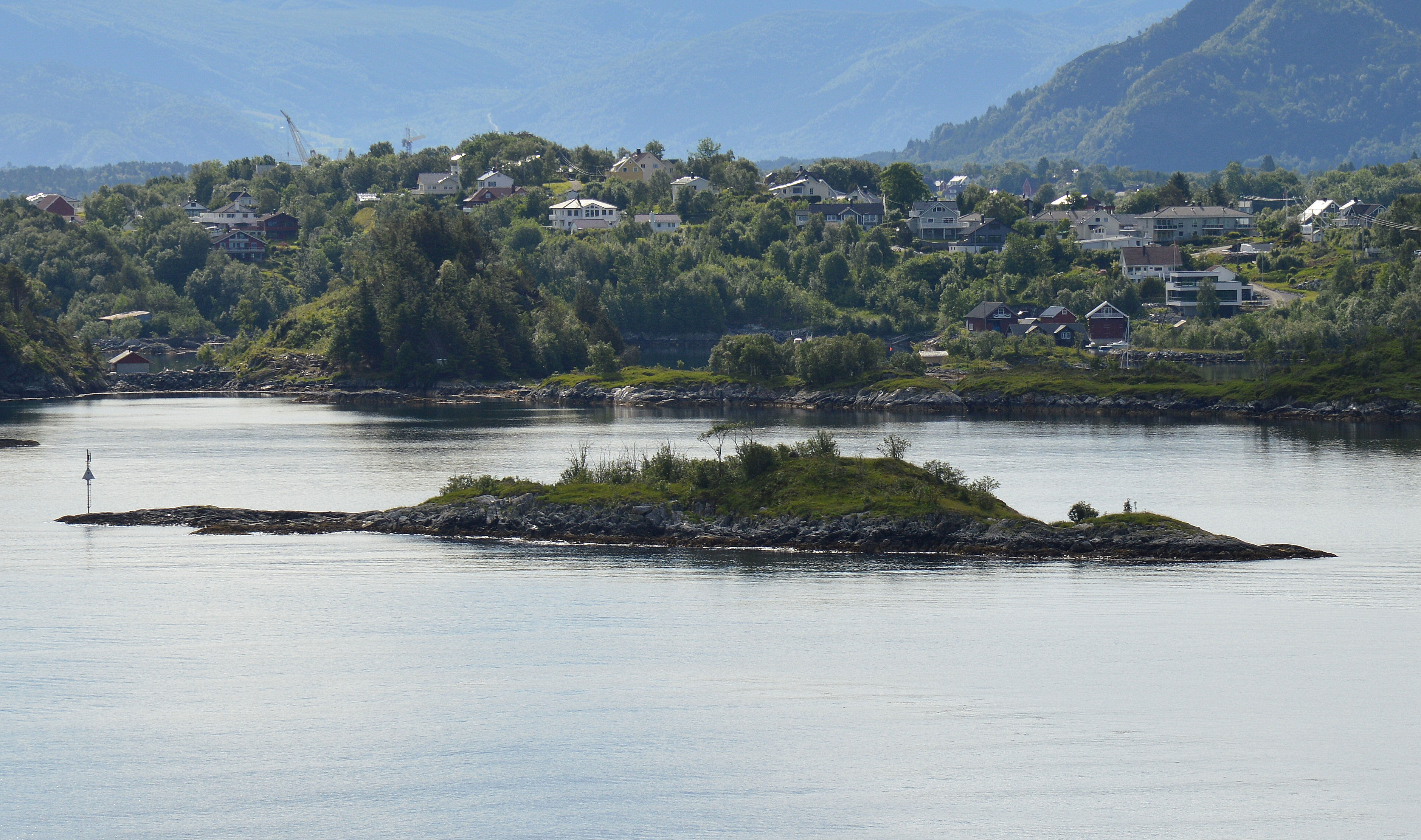
Rognholmen

Rognholmen ist eine unbewohnte Schäreninsel im Heissafjorden in Norwegen und gehört zur Gemeinde Sula der norwegischen Provinz Møre og Romsdal. 
Sie liegt nahe dem südlichen Ufer des Fjords, nördlich des Orts Langevåg. Nördlich der Insel führt die Schifffahrtsroute zum ebenfalls nahe gelegenen Hafen von Ålesund vorbei. Rognholmen ist von weiteren Schären umgeben. Östlich liegt unter anderem Lisjegåsa und südlich Storholmen.
Die felsige Insel verfügt über eine spärliche Vegetation bis hin zu einigen Büschen. Sie verläuft langgestreckt von Südwesten nach Nordosten über eine Länge von etwa 200 Metern bei einer Breite von bis zu etwa 50 Metern. Auf ihrem östlichen Ende befindet sich ein Seezeichen.